# Kinnear Mountains
Die Kinnear Mountains sind eine kleine Gruppe von über 875 m hohen Bergen an der Fallières-Küste im Grahamland auf der Antarktischen Halbinsel. Sie ragen westlich des Prospect-Gletschers am Südrand des Wordie-Schelfeises auf.
Teilnehmer der British Graham Land Expedition (1934–1937) unter der Leitung des australischen Polarforschers John Rymill entdeckten sie 1936 und kartierten sie grob. Benannt sind sie nach dem britischen Ornithologen Norman Boyd Kinnear (1882–1957), der als Angestellter des Natural History Museum am British Museum der Forschungsreise behilflich war.